# مايك كين
مايك كين (بالإنجليزية: Mike Keen)‏ هو مدرب كرة قدم ولاعب كرة قدم بريطاني، ولد في 19 مارس 1940 في هاي ويكومب في المملكة المتحدة، وتوفي في 12 أبريل 2009 في فلكول هيث في المملكة المتحدة. لعب مع كوينز بارك رينجرز ونادي لوتون تاون ونادي واتفورد.